# Roderick Hudson
Roderick Hudson é um romance de Henry James publicado primeiramente em 1875 em The Atlantic Monthly. É um romance de formação que segue o desenvolvimento do personagem-título, um escultor. Henry James declarou que esta seria sua primeira tentativa com este gênero literário, mesmo tendo publicado outro romance, Watch and Ward, quatro anos antes na mesma revista.